# Eparchia bakijska
Eparchia bakijska – jedna z eparchii Rosyjskiego Kościoła Prawosławnego, z siedzibą w Baku. Jej jurysdykcja obejmuje terytorium Azerbejdżanu. Funkcję katedry pełni sobór Świętych Niewiast Niosących Wonności w Baku.

## Historia
Struktury Rosyjskiego Kościoła Prawosławnego pojawiły się na terytorium współczesnego Azerbejdżanu razem z napływem ludności rosyjskiej po wcieleniu Zakaukazia do Imperium Rosyjskiego. Od początku XIX w. cerkwie powstawały w Gandży, Baku i Şamaxı. Na początku XX wieku w Azerbejdżanie istniało ponad 70 czynnych świątyń prawosławnych, z czego 17 w Baku. Eparchia bakijska powstała jednak dopiero w 1919 i istniała do 1934, gdy po śmierci biskupa Mitrofana (Polikarpowa) nie został wyznaczony jego następca. Parafie reaktywowane po 1944 na jej dawnym terytorium podporządkowo eparchii stawropolskiej i bakijskiej.
Administraturę reaktywował w 1998 Święty Synod Rosyjskiego Kościoła Prawosławnego, wyznaczając przy tym na jej pierwszego zwierzchnika Aleksandra (Iszczeina), dotąd dziekana parafii prawosławnych w Azerbejdżanie. Eparchia objęła terytorium Azerbejdżanu oraz Dagestanu. Od 2011 eparchia obejmuje jedynie Azerbejdżan, gdyż pozostałe jej placówki włączono do eparchii władykaukaskiej.
W 2011 w eparchii działało siedem świątyń (z czego jedna kaplica i jeden dom modlitewny) obsługiwanych przez 30 duchownych (w tym dziewiętnastu kapłanów).